# Väringarna
Väringarna var ett svenskt vikingarockband, startat 1994.

## Medlemmar
- Anders, sång och gitarr
- Håkan, bas
- Frank, trummor
- Petter, gitarr

Medlemmarna i Väringarna bildade senare bandet Social Disease som medverkar på Carolus Rex III och We will never die! vol. 1.

## Diskografi
- Carolus Rex I (1994)
  - Karoliner
  - En tid
- Blå-gula hjältar (1995)
  - En vikings liv
  - Åskguden
  - Hell norden
  - En tid
  - Karoliner
  - Blå-gula hjältar
  - Tyr
  - Länge leve Sverige
  - Sann vän
  - Sång om Sverige
  - Watch your back
- Swedish Thunder II (1995)
  - Åskguden
  - På rysk mark
  - Soldaten
  - Väringar
  - Sveas kamp
  - Valhall
- Carolus Rex II (1996)
  - En vikings liv
- Oi! A Tribute (1996)
  - Watch your back
- Vikinga Rock Vol. 2 (2000)
  - En vikings liv
  - Åskguden
  - Hell norden
  - En tid
  - Karoliner
  - Blå-gula hjältar
  - Tyr
  - Länge leve Sverige
  - Sann vän
  - Sång om Sverige
- Oi! A Tribute (nyrelease) (2003)
  - Watch your back
- Våga Älska Sverige nyrelease (2004)
  - Sång om Sverige
  - En tid
- Bärsärkar (2004)
  - Åskguden